# Эбер, Эрнст
Антуан Огюст Эрнст Эбер (англ. Antoine Auguste Ernest Hébert; 3 ноября 1817, Гренобль — 4 ноября 1908, Ла-Тронш) — французский художник-портретист и мастер жанровой живописи; директор Французской академии в Риме. Один из наиболее известных художников-академистов эпохи Второй империи.

## Биография
Эрнст Эбер родился 3 ноября 1817 года в городе Гренобле. Восемнадцати лет от роду приехал в Париж с целью изучать юридические науки, но, увлёкшись живописью, поступил в столичное училище изящных искусств, в котором главными его наставниками были сперва Давид д’Анже, а потом Поль Деларош.
Получив в 1839 году Римскую премию за исполненную по заданной программе картину «Чаша Иосифа, найденная в мешке Вениамина» и написав в том же году другую картину, «Торквато Тассо в темнице» (была помещена в гренобльский музей), отправился в качестве пенсионера французского правительства в Италию, где пробыл вместо обычных пяти около десяти лет.
В Италии он пристрастился к изображению итальянского народного быта, подмечая в нём, подобно Луи-Леопольду Роберу, преимущественно грустные черты и представляя их с большей реальностью, чем этот художник. Одна из первых его картин в подобном роде, имевшая большой успех, «Малария» (1850), проникнута меланхолическим, болезненно-поэтическим чувством, которое выказывается более или менее сильно и в следовавших за ней произведениях Эбера. Лучшие из полотен этих жанров — «Девушки из Альвито» (1855), «Сант-анджеловские фьенароллы, продающие сено у ворот города Сан-Джермано» (1857), «Черварки» (1859); «Цыганка Розанера у фонтана», «Каменная скамья» (1865); «Черная жемчужина» (1865); «Осенние листья» (1869) и «Утро и вечер жизни» (1870).

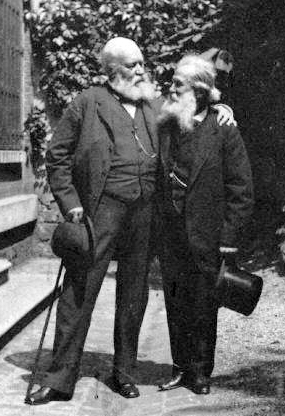
Гуно и Эбер (1880)

По мнению большинства критиков менее удачны немногочисленные опыты Эбера в области религиозной живописи, каковы: «Поцелуй Иуды» (1853), «Mater dolorosa», «Святая Агнеса» (1881) и несколько колоссальных фигур в парижском Пантеоне.
Портреты Эбера, напротив, получили очень хорошие отзывы, в особенности портреты великосветских дам (принцессы Клотильды, дамы в бальном туалете и др.) и детей, которые являлись в его живописи «удивительно изящными и индивидуально одушевленными, хотя излишняя мягкость кисти несколько вредила достоинству этих произведений», так же как иногда и жанровым картинам Эбера.
С 1867 по 1873 год он был директором Французской академии в Риме и с 1874 года состоял членом Французского национального института. В числе его известных учеников Поль Труильбер.
Антон Огюст Эрнст Эбер умер 5 декабря 1908 года в городе Ла-Тронш.
В Париже существует дом-музей Эбера (много лет закрыт на реконструкцию), филиал музея Орсе. Другой музей Эбера расположен на его вилле на альпийском курорте Ла-Тронш.

## Галерея

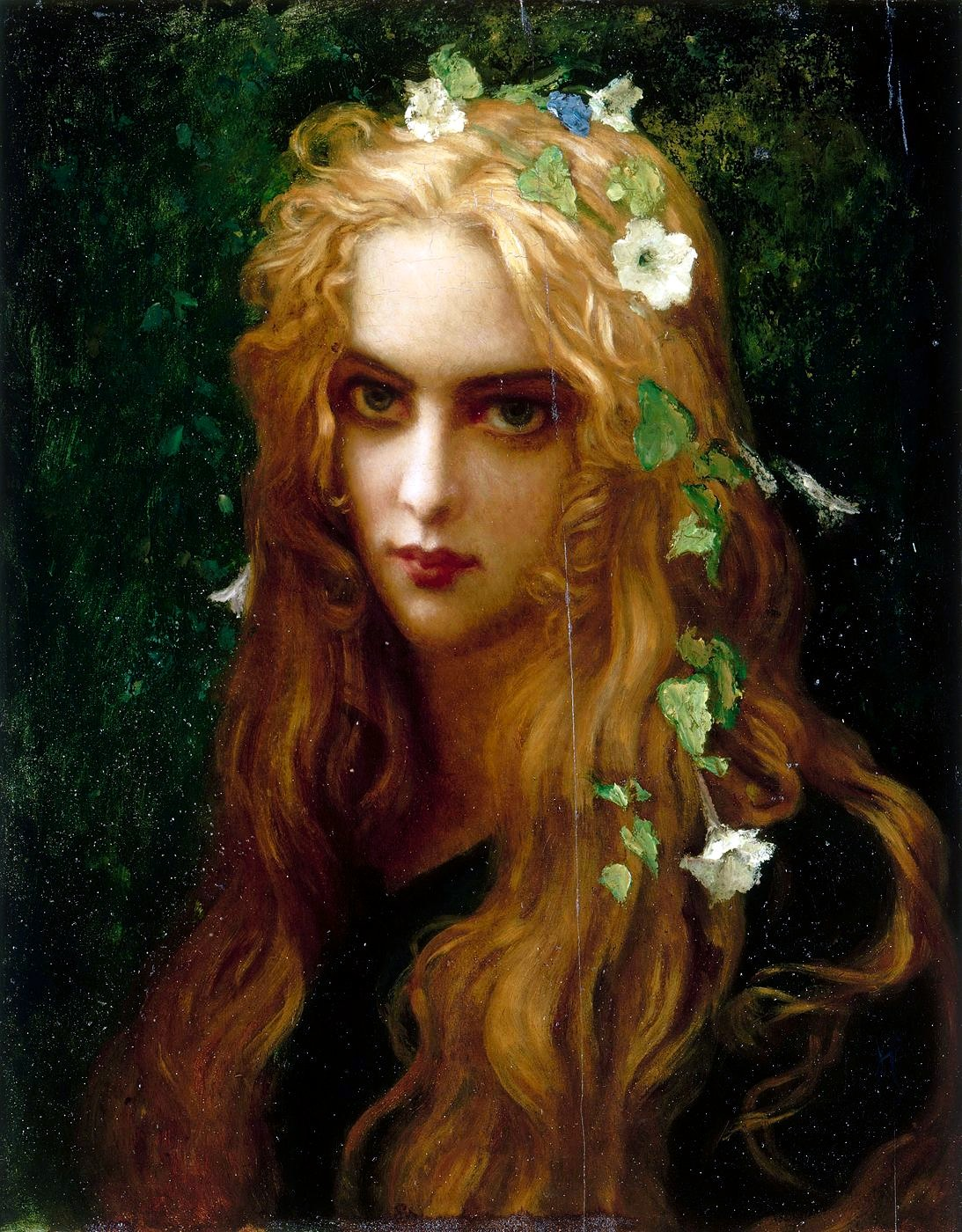
Офелия.
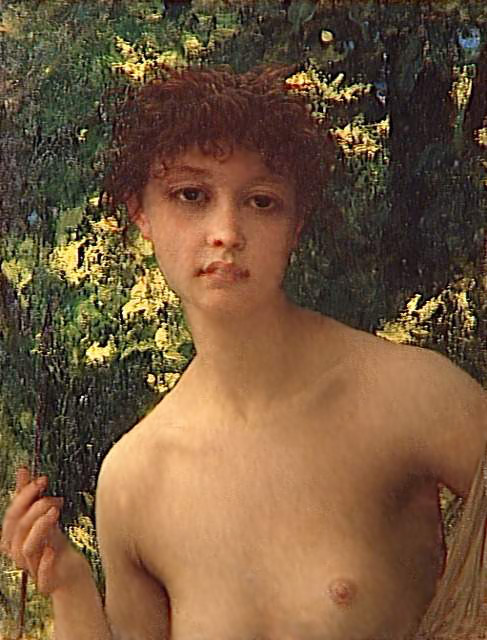
Молодая охотница.
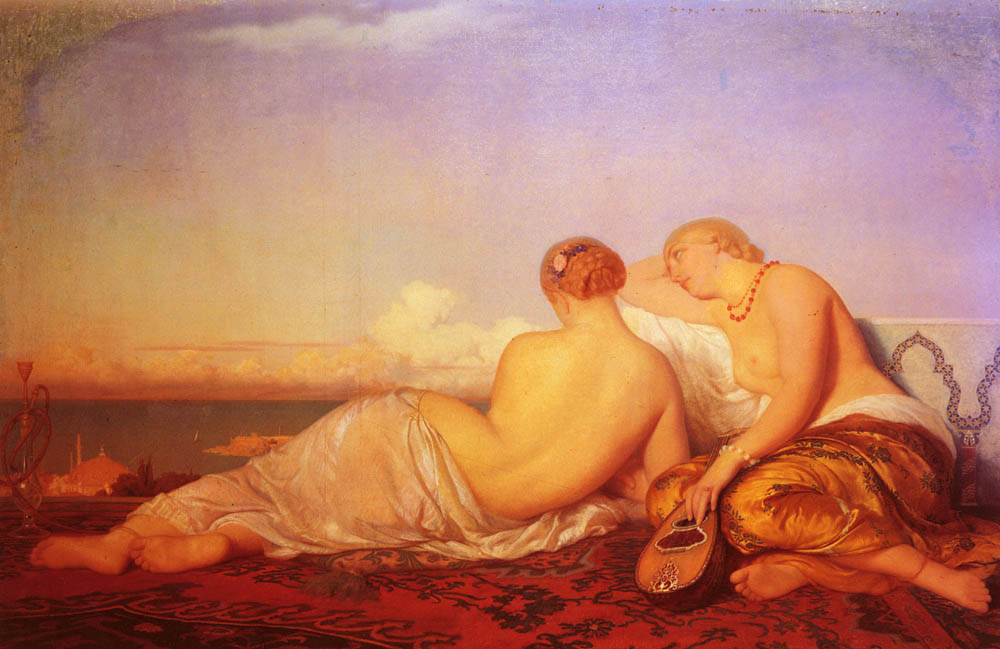
Две одалиски осматривают Босфор.
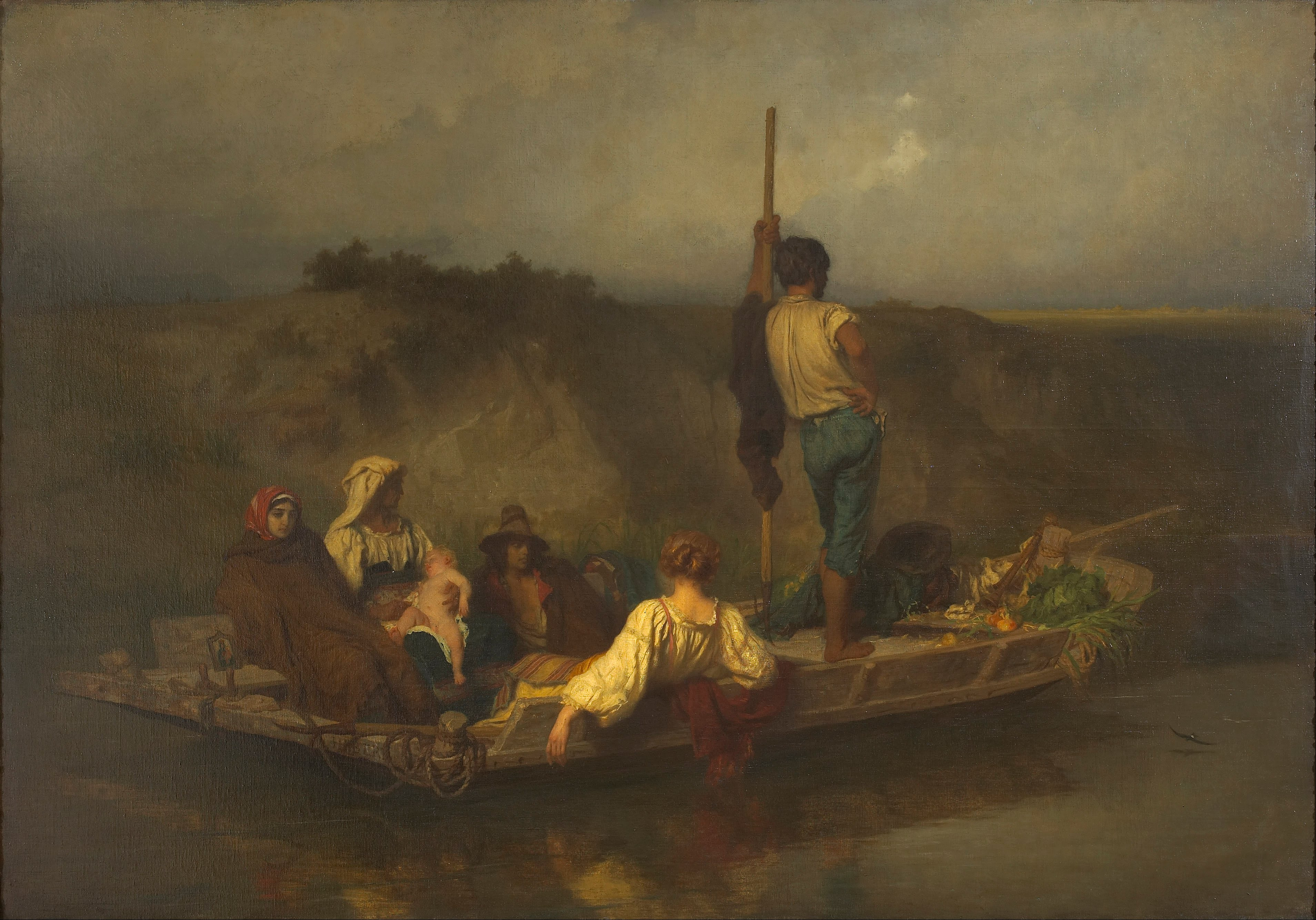
Малярия.
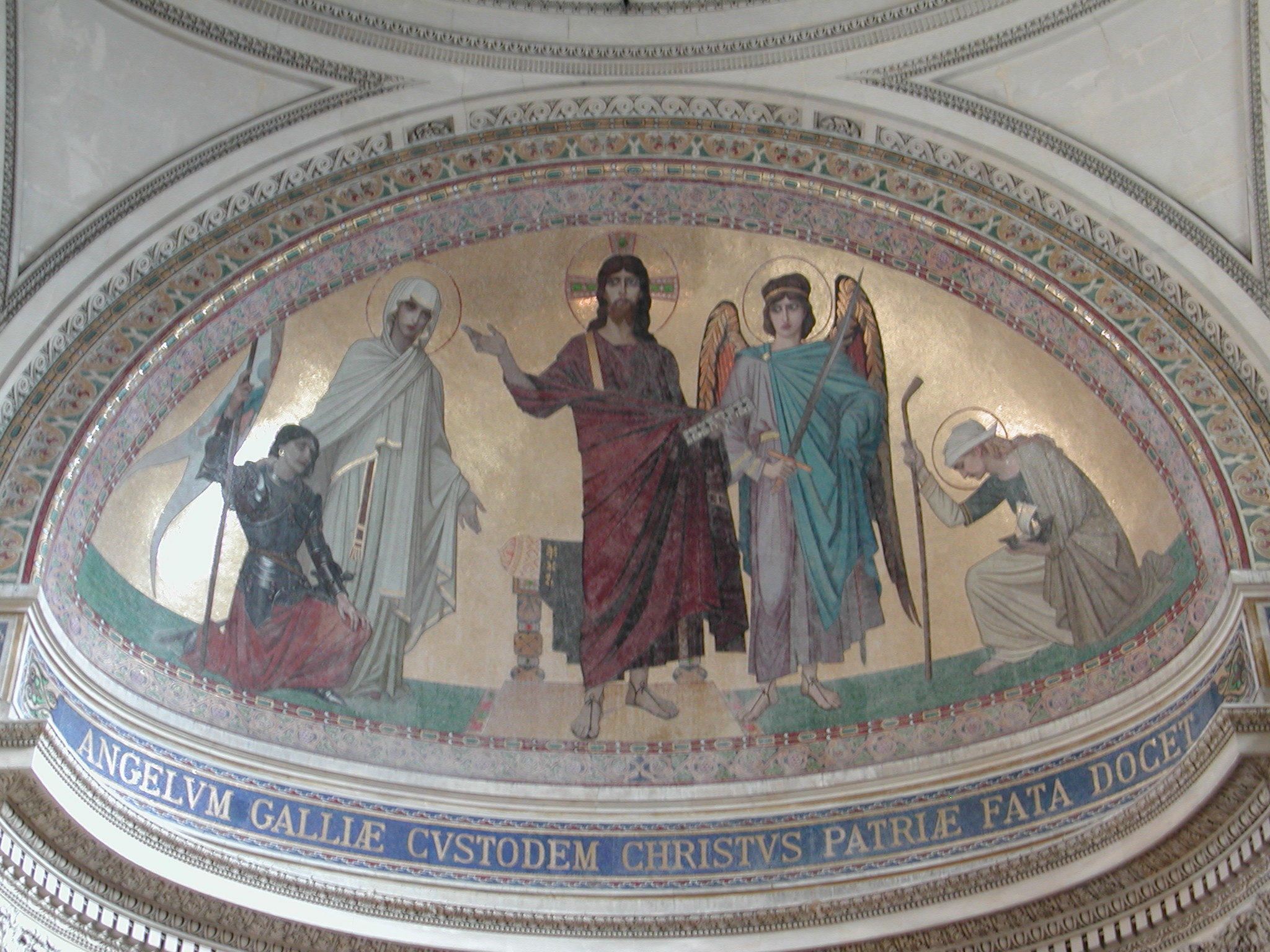
Мозаика в Парижском пантеоне.
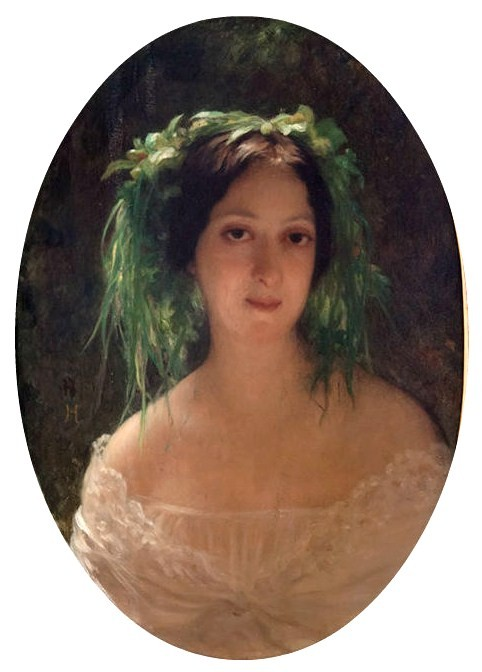
Портрет Жанны Арно-Плесси.
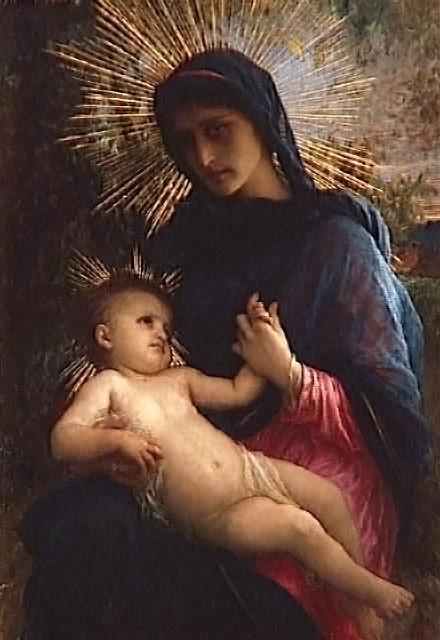
Богоматерь.
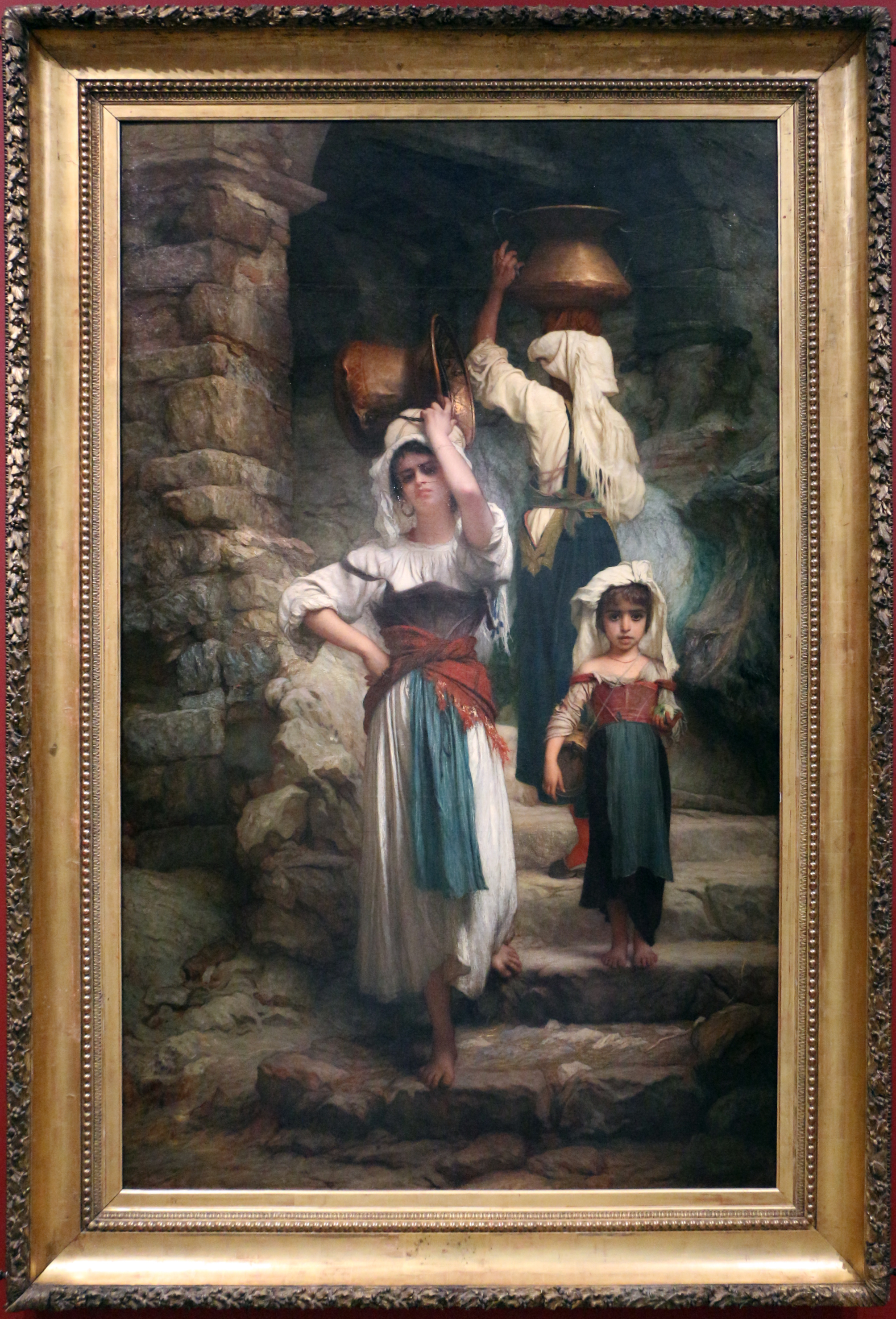
Итальянские женщины. Рим.
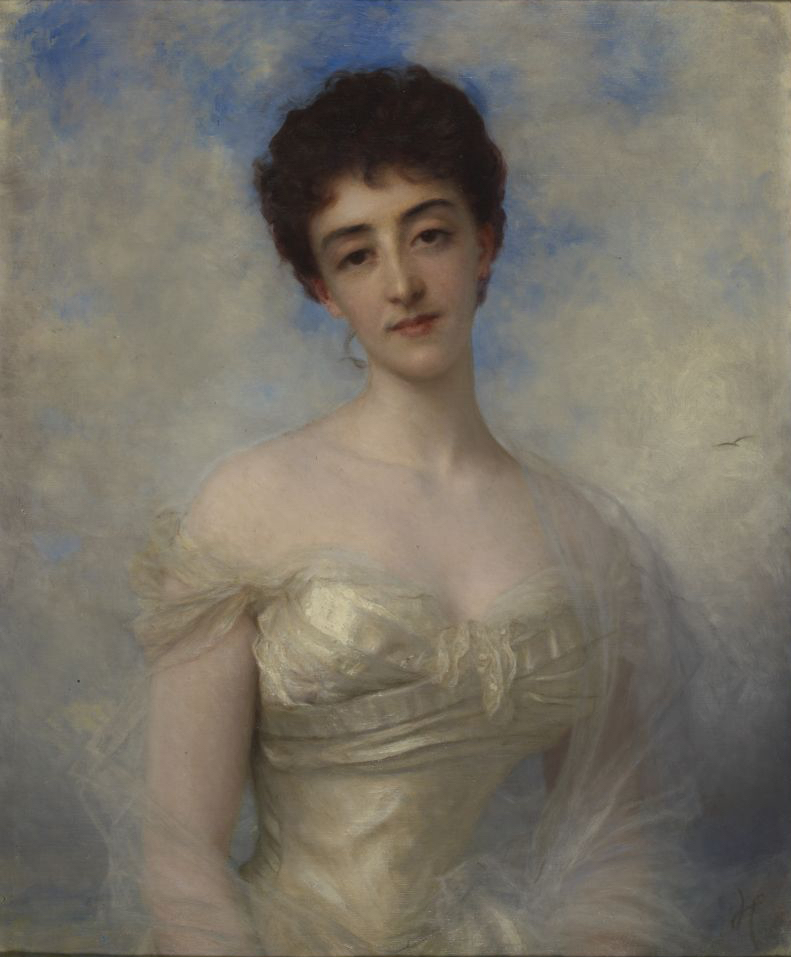
Портрет графини Жерар де Канай.
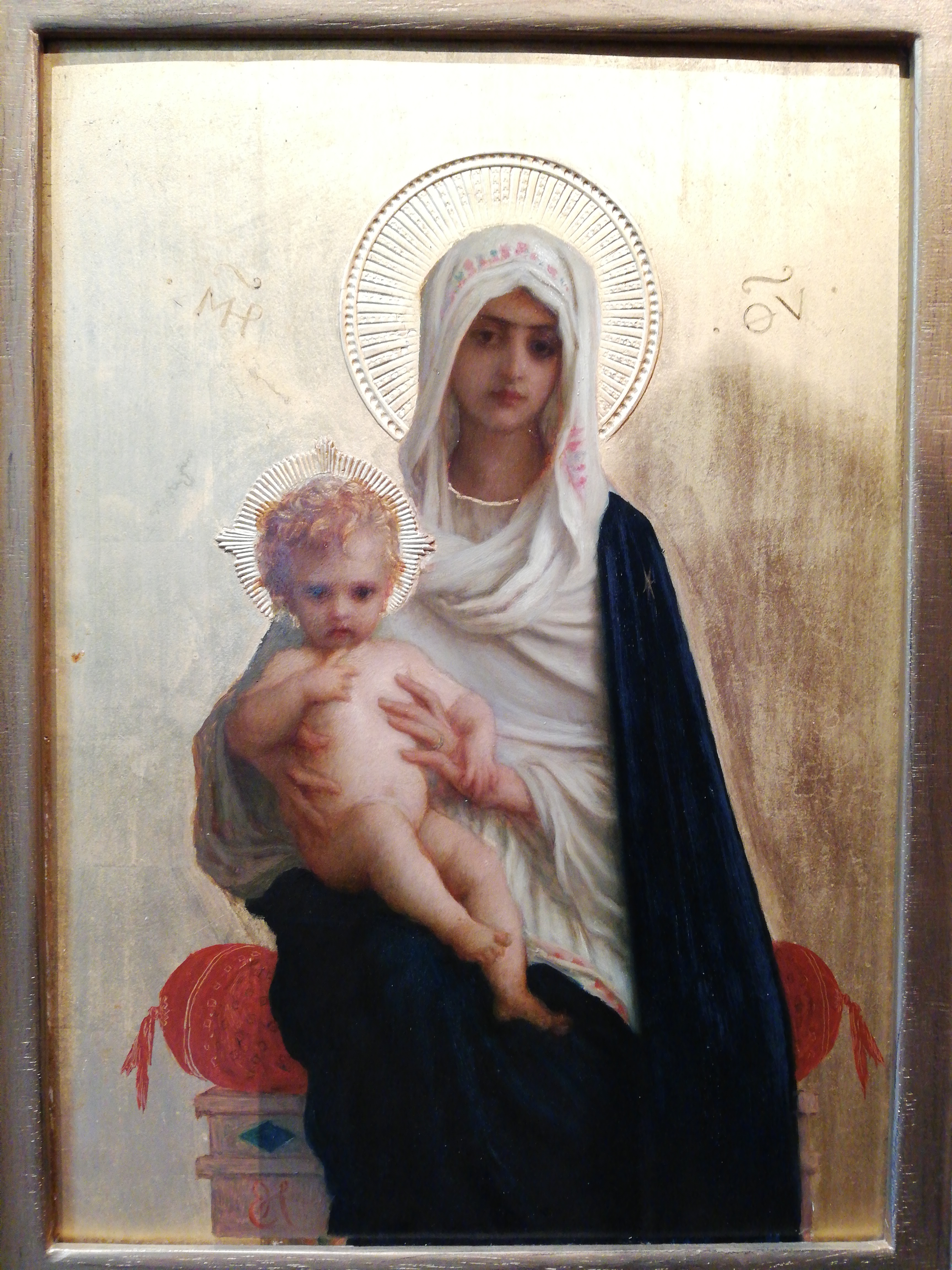
Богоматерь.